# Elena (moglie di Costantino VIII)
Elena Alipia (in greco Ελένη Αλυπία?; fl. X secolo) è stata l'imperatrice consorte dell'imperatore bizantino Costantino VIII.

## Biografia
Di lei si sa molto poco, poiché è menzionata solo brevemente nella Chronographia di Michele Psello, il cui lavoro è stato ampliato da Giovanni Scilitze e Giovanni Zonara. Psello scrive di lei solo che:
(Michele Psello, Chronographia, Libro II, Capitolo 4)
A parte questo riferimento dagli scritti di Psello, non sono giunte a noi altre indicazioni sulle origini del padre di Elena, Alipio (Αλυπίου) . Il matrimonio avvenne probabilmente intorno al 976. La data esatta della morte di Elena è sconosciuta. Si ritiene che sia morta quando il marito divenne l'unico imperatore nel 1025. Lo storico Gunther G. Wolf ipotizza che sia morta intorno al 989, probabilmente durante la nascita della terza figlia.
La coppia imperiale ebbe tre figlie :
- Eudocia (Ευδοκία), la figlia maggiore della coppia. Secondo la Chronographia di Michele Psello, sarebbe stata vittima di una malattia infettiva durante l'infanzia e ne avrebbe conservato gli effetti in seguito[3]. Si fece poi suora.
- Zoe Porfirogenita.
- Teodora Porfirogenita.

Al momento del matrimonio con Elena, Costantino VIII era co-reggente dell'impero con il fratello Basilio II. Basilio regnò come imperatore bizantino maggiore dal 976 al 1025, ma non si sposò mai, rendendo Elena l'unica imperatrice e Augusta durante il suo regno.

## Possibile discendenza
Ronald Wells, un genealogista moderno, suggerisce che Eudocia non rimase suora per tutta la vita. Egli indica che potrebbe essere stata la moglie di Andronico Ducas, un nobile di Paflagonia che potrebbe essere stato governatore del thema (regione) della Mesia. Secondo questa teoria, Elena sarebbe quindi la nonna materna di Costantino X e del Cesare Giovanni Ducas.
Wells suggerisce anche che Eudocia e Andronico Ducas ebbero due figlie. La prima è Maria, moglie dell'imperatore bulgaro Ivan Vladislav. Lo storico francese Christian Settipani, tuttavia, ha postulato un'ascendenza più discutibile di Maria all'interno della famiglia dello zar Boris II di Bulgaria. La coppia ebbe anche una seconda figlia di nome Sofia, che fu moglie del generale bizantino Manuele Comneno Erotico. Manuele era il padre dell'imperatore bizantino Isacco I e di Giovanni Comneno (quest'ultimo era il padre del futuro imperatore Alessio I Comneno).
L'affermazione, che non fornisce alcun riferimento o argomentazione, serve apparentemente a far risalire l'ascendenza delle famiglie Ducas e Comneni alla dinastia macedone. Tuttavia, non esiste alcuna prova di una tale parentela di Eudocia nelle fonti primarie o nella sigillografia contemporanea e le autorità storiche e prosopografiche moderne tacciono ugualmente sulla questione, facendo apparire del tutto improbabile l'asserita discendenza.